# 上原忠春
上原 忠春（うえはら ただはる、1955年4月21日 -）は、日本の実業家、外交官。東京海上ホールディングス海外事業企画部担当常務を経て、2017年（平成29年）6月22日から2020年（令和2年）12月18日にかけて駐ジョージア特命全権大使。退任後、日本ジョージア商工会議所初代理事長。

## 人物・経歴
東京都台東区出身。東京都立白鷗高等学校を経て、1979年（昭和54年）一橋大学経済学部を卒業し東京海上火災保険株式会社に入社。2004年（平成16年）株式会社ミレアホールディングス経営企画部長、2007年（平成19年）株式会社ミレアホールディングス海外事業企画部長、2008年（平成20年）東京海上日動火災保険株式会社欧州、アフリカ、中東担当部長兼ロンドン首席駐在員、2009年（平成21年）東京海上日動火災保険株式会社理事欧州・アフリカ、中東担当部長兼ロンドン首席駐在員、2011年（平成23年）東京海上日動火災保険株式会社執行役員欧ア中東担当部長兼ロンドン首席駐在員、2012年（平成24年）東京海上ホールディングス株式会社常務執行役員（海外事業企画部〔アジア（中国、東アジアを除く）、オセアニア、中東〕）、2015年（平成27年）顧問、独立行政法人日本貿易保険理事、2017年（平成29年）6月22日ジョージア駐箚特命全権大使。この間2013年（平成25年）には公益社団法人経済同友会中国委員会副委員長として訪中ミッション副団長を務め、唐家璇らと面会した。2020年（令和2年）12月18日、ジョージア駐箚特命全権大使を依願退職。同月東京海上日動火災保険株式会社顧問。2021年（令和3年）3月東京応化工業株式会社監査役。2023年（令和5年）8月の日本ジョージア商工会議所設立に尽力し、同初代理事長に就任。